# Contopus punensis
El pibí tropical occidental o pibí de Tumbes (Contopus punensis),  es una especie de ave paseriforme de la familia Tyrannidae perteneciente al numeroso género Contopus, hasta recientemente (2022) considerada una subespecie de Contopus cinereus. Es nativa del oeste de América del Sur.

## Distribución y hábitat
Se distribuye desde en el oeste de Ecuador (del centro de Manabí al oeste de Loja) y en el oeste y centro de Perú (desde Tumbes al sur hasta Ica), también en el alto valle del río Marañón.
Esta especie es considerada poco común en su hábitat natural: los bordes de bosques caducifolios y semi-húmedos y clareras adyacentes hasta los 2000 m de altitud.

## Sistemática

### Descripción original
La especie C. punensis fue descrita por primera vez por el ornitólogo estadounidense George Newbold Lawrence en 1869 bajo el mismo nombre científico; la localidad tipo es: «Isla Puná, Ecuador».

### Etimología
El nombre genérico masculino «Contopus» se compone de las palabras del griego «kontos» que significa ‘percha’, y «podos» que significa ‘pies’; y el nombre de la especie «punensis», se refiere a la localidad tipo, la isla Puná, Ecuador.

### Taxonomía
La presente especie ya era considerada como especie separada del pibí tropical sureño ( Contopus cinereus) por Ridgely & Greenfield (2001) y Ridgely y Tudor (2009) con base en diferencias vocales. Posteriormente, otros autores y clasificaciones también la consideran separada, incluyendo diferencias de plumaje.
Las principales diferencias apuntadas para justificar la separación de C. cinereus son: la garganta blanquecina y no gris humo (o blanco teñido de gris humo); la parte inferior del pecho al vientre, más extensivamente blanquecina; el canto con una gama de frecuencias mucho más estrecha con pausas más largas entre notas. La también separada especie Contopus bogotensis difiere de la presente por la banda en el pecho más oscura y la corona más oscura, y por la vocalización.